# Coryphopteris microlepigera
Coryphopteris microlepigera är en kärrbräkenväxtart som beskrevs av Holtt. Coryphopteris microlepigera ingår i släktet Coryphopteris och familjen Thelypteridaceae. Inga underarter finns listade.